# 李謐
李謐（484年—515年），字永和，趙郡平棘（今河北省趙縣南）人，出身趙郡李氏東祖，北魏逸士，是北魏相州刺史李安世之子，諡號貞靖處士。

## 生平

### 出身
李謐出身趙郡李氏東祖，李謐不飲酒，喜好音樂、山水，善於於詞賦創作、精通《周禮》、《大戴禮記》等禮學，並明春秋學，對三傳進行綜合研究，著作《春秋叢林》共12卷。讀《考工記》、《大戴禮記》時，發現其中的明堂制度不同，對其進行研究後，著《明堂制度論》說明並解釋古今明堂制度。
卒於延昌四年，因病過世，年三十二。逝世那年，四門國小博士孔璠等學官共45人上書，請求魏孝明帝表彰其氣節。魏孝明帝稱讚其「志守沖素，儒隱之操，深可嘉美」，賜諡貞靖處事，並派遣使者送去封授的文書，表彰其門第名為文德，鄉里名為孝義。

### 青出於藍
李謐10歲時喪父，兄弟間互相友愛。少時好學，13歲即通《孝經》、《論語》、《毛詩》、《尚書》，在鄉里間有神童的稱號。18歲時，與小學博士孔璠討論經學，數年後孔璠卻要向他請教疑難，學友們說其：「青成藍，藍謝青，師何常，在明經」。

### 南面百城
博覽群書，無意做官，將家產都花在收羅書籍上，鳩集諸經，廣校異同。曾説「丈夫擁書萬卷，何假南面百城」，意即只要有萬卷書，又何必做管轄百城的官。對重複訛誤之書，手自削刪校對，經他細加審定的書有四千卷之多。

## 家族

### 父
- 李安世(443年-493年)：相州刺史，和原妻博陵崔氏生一子李瑒，後崔氏以妒悍被出，娶滄水公主為妻，生二子李謐、李郁。[3]

### 母
- 滄水公主：南北朝北魏公主，父不詳。

### 兄
- 李瑒(一作李枿)：字琚羅，李安世長子。儒士，有文才，深受道家思想影響。

### 弟
- 李郁：李安世三子，字永穆，好學沉靜，博通經史。

### 子
- 李士謙(523年-588年)：字子約，儀同開府參軍事，善談玄理。[4]

## 著作[2]
《明堂制度論》
《神士賦》(只有賦中之歌留存至今)
《春秋叢林》12卷

## 評價[1]
- 太常卿劉芳：「君若遇高祖，侍中、太常非僕有也。」
- 黃門侍郎甄琛：「趙郡李謐，耽學守道，不悶於時，常欲致言，但未有次耳。諸君何為輕自媒衒？」、「昔鄭玄、盧植不遠數千里詣扶風馬融，今汝明師甚邇，何不就業也？」、「甄琛行不愧時，但未薦李謐，以此負朝廷耳。」
- 魏孝明帝：「謐屢辭徵辟，志守沖素，儒隱之操，深可嘉美。可遠傍惠、康，近準玄晏，諡曰貞靜處士，並表其門閭，以旌高節。」